# Lothar Bisky
Lothar Bisky (Zollbrück, 17 agosto 1941 – Lipsia, 13 agosto 2013) è stato un politico tedesco.
È stato presidente del PDS e copresidente di Die Linke.

## Biografia
Nacque nel 1941 a Zollbrück, all'epoca territorio tedesco, oggi Korzybie, voivodato della Pomerania, Polonia.
Entrò nel Partito Socialista Unificato di Germania (SED) della Germania Est nel 1963, ma non ebbe ruoli di primo piano fino alla caduta del Muro di Berlino. Fu rettore dell'Università di Film e Televisione (Potsdam-Babelsberg) dal 1986 al 1990.
Nel 1995 si scoprì che Bisky era stato un informatore della Stasi, registrato con il nome di 'Bienert' dal 1966 e 'Klaus Heine' dal 1987. Lothar Bisky era anche descritto come "affidabile", il più alto livello per un informatore.
Nel 1990 divenne membro della Volkskammer e dallo stesso anno anche membro del parlamento regionale in Brandeburgo.
Fu presidente del PDS dal 1993 fino alle dimissioni nel 2000, per poi essere rieletto nel 2003. Bisky era considerato come appartenente all'ala moderata e socialdemocratica del partito, vicino alle posizioni di Gregor Gysi. Con la nascita del nuovo partito Die Linke, ne fu co-presidente insieme a Oskar Lafontaine dal 2007 al 2010.
Bisky fu dal 2007 presidente del Partito della Sinistra Europea e, in quanto europarlamentare, dal 2009 capogruppo di Sinistra Unitaria Europea/Sinistra Verde Nordica.